# Аркадіуш Возняк
Аркадіуш Возняк (пол. Arkadiusz Woźniak, нар. 1 червня 1990, Любін, Польща) — польський футболіст, вінгер клубу «Заглемб'є» з Любіна.

## Ігрова кар'єра

### Клубна
Аркадіуш Возняк є вихованцем футбольної школи клубу «Заглемб'є» зі свого рідного міста Любін. Вперше в основі футболіст з'явився у березні 2010 року у матчі Екстракласи проти «Арки». Другу половину сезону 2013/14 Возняк провів в оренді у клубі Першої ліги «Гурник» (Ленчна).
Перед початком сезону 2018\19 Возняк перейшов до клубу Першої ліги ГКС «Катовиці», де грав чотири повних сезони. Влітку 2022 року після закінчення контракту футболіст на правах вільного агента повернувся до свого першого клубу - «Заглембє».

### Збірна
16 грудня 2011 року у товариському матчі проти команди Боснії і Герцеговини Аркадіуш Возняк зіграв свою єдину гру у складі національної збірної Польщі.

## Досягнення
Заглембє
- Переможець Першої ліги: 2014/15